# Гамалій Іван Павлович
Іван Павлович Гамалій (20 жовтня 1956, Гамаліївка, Львівський район, Львівська область — 18 грудня 2022, Португалія) — український футболіст, правий півзахисник.

## Спортивна кар'єра
Вихованець львівського СКА (перший тренер — Володимир Вараксін). Виступав за команди СК «Луцьк», СКА (Львів), СКА «Карпати», «Карпати» (Львів), «Мєдзь» (Легниця, Польща), «Галичина» (Дрогобич), «Сталь» (Сянок, Польща), «Кристал» (Чортків), «Львів», «Промінь» (Самбір), «Скіфи» (Львів), «Шахтар» (Червоноград).
Рекордсмен клубу СКА «Карпати» за кількістю проведених матчів у першій лізі чемпіонату СРСР (301). Третій призер першої ліги 1984 і 1985 років. У складі львівських «Карпат» провів один сезон в елітному дивізіоні чемпіонату України.
Статистика виступів:
- Перша ліга СРСР — 301 матч, 44 голи
- Друга ліга СРСР — 232 матчі, 68 голів
- Кубок СРСР — 23 матчі, 1 гол

- Вища ліга України — 20 матчів, 1 гол
- Перша ліга України — 34 матчі, 7 голів
- Друга ліга України — 13 матчів, 1 гол
- Третя ліга України — 11 матчів, 1 гол
- Кубок України — 9 матчів, 2 голи

Після завершення кар'єри Іван Павлович переїхав у Лісабон, де очолював Асоціацію футболу українців у Португалії.